# Miss República Dominicana 1969
El Concurso Nacional de Belleza Señorita República Dominicana 1969 se celebró el 24 de mayo de 1969, en la Concha Acústica del Hotel El Embajador, en la ciudad de Santo Domingo. Rocío García Baéz fue la ganadora del título Señorita República Dominicana o Señorita Azúcar y representó a la República Dominicana en el Concurso Miss Universo.
Sandra Cabrera Cabral resultó ganadora del segundo lugar, obtuvo el título Señorita Café y representó a la República Dominicana en el certamen de Miss Mundo. Andreita Grullón Luna quedó en tercer lugar con el título de Señorita Merengue y participó en la  Feria de La Chinita que se celebra todos los años en Venezuela en honor a la Virgen de Chiquinquirá. Señorita La Española fue a la Miss Hispanidad 1969 en México quien fue Diana de Peña.

## Resultados
| Final Results                      | Contestant |
| ---------------------------------- | --- |
| Señorita República Dominicana 1969 | Samaná - Rocío García |
| Señorita Café                      | Peravia - Sandra Cabrera |
| Señorita Merengue                  | Pedernales - Andreíta Grullón |
| Señorita Hispañiola                | Santiago - Diana de la Peña |
| Semifinalistas                     | Peravia - Amarilis Peña Distrito Nacional - Leila Escarramán Santiago - Miriam Jiminián La Vega - Gricel Morillo |
| Cuadrafinalistas                   | Espaillat - Máyerling Bonnelly La Vega - Mebis Bueno Santiago - Milagros de la Cruz Distrito Nacional - Celeste Franco La Vega - Ligia Peña Santiago - Tilda Pérez Distrito Nacional - Maritza Pichardo Santiago - Daysi Peña Distrito Nacional - Sulamita Puig Distrito Nacional - Clarissa Andrickson |

## Candidatas
| Representa         | Candidata                               | Oriunda                    |
| ------------------ | --------------------------------------- | -------------------------- |
| Azua               | Adalgisa Stéphanie Castro Reina         | Azua de Compostela         |
| Barahona           | María Teresa Súarez Mora                | Santa Cruz de Barahona     |
| Distrito Nacional  | Carmen Margarita Cueto Vittini          | Santo Domingo              |
| Distrito Nacional  | Celeste Alejandra Franco Mora           | Santo Domingo              |
| Distrito Nacional  | Clarissa Elisa Andrickson Caba          | Santo Domingo              |
| Distrito Nacional  | Esperanza Ariela Peynado Matías         | Santo Domingo              |
| Distrito Nacional  | Leila Escarramán Cabrera                | Santo Domingo              |
| Distrito Nacional  | Ligia Margarita Míchel González         | Santo Domingo              |
| Distrito Nacional  | Magaly Caridad Julián Petrocine         | Santo Domingo              |
| Distrito Nacional  | Maritza Altagracia Pichardo Garrido     | Santo Domingo              |
| Puerto Plata       | Sulamita Puig Míller                    | San Felipe de Puerto Plata |
| Espaillat          | Máyerling Ericka Bonnelly Sagredo       | Moca                       |
| La Altagracia      | Mercedes Cristina Liberato Alfonso      | Salvaleón de Higüey        |
| La Vega            | Mebis Aleina Bueno Fabián               | Bonao                      |
| La Vega            | Gricel Mercedes Morillo Canela          | Concepción de La Vega      |
| La Vega            | Ligia Giovanna Peña Canela              | Concepción de La Vega      |
| Pedernales         | Andreíta del Carmen Grullón Luna        | Pedernales                 |
| Peravia            | Sandra Simone Cabrera Cabral            | Baní                       |
| '                  | Amarilis Esperanza Peña Báez            | Baní                       |
| Samaná             | Rocío María García Báez                 | Santa Bárbara de Samaná    |
| San Cristóbal      | Suany Altagracia Mateo Veras            | Bayaguana                  |
| Santiago           | Daysi Mariane Peña Rodríguez            | San José de las Matas      |
| Santiago           | Diana Mercedes de la Peña de los Santos | Santiago de los Caballeros |
| Santiago           | Iluminada Zaneida Jiménez Bentacourt    | Santiago de los Caballeros |
| Santiago           | Milagros Altagracia de la Cruz Ramos    | Santiago de los Caballeros |
| Santiago           | Miriam Andrea Jiminián Goicoechea       | Villa Bisonó               |
| Santiago           | Tilda Olímpia Pérez Guerra              | San José de las Matas      |
| Santiago Rodríguez | Ada de la Mercedes Quintana Vera        | San Ignacio de Sabaneta    |
| Seibo              | Andrea Márgerie Safiro de la Cruz       | Santa Cruz de El Seibo     |
| Valverde           | Carina Alfonsina Mercedes Cruz          | Santa Cruz de Mao          |